# Sphaerodactylus leucaster
Sphaerodactylus leucaster — вид геконоподібних ящірок родини Sphaerodactylidae. Ендемік Домініканської Республіки.

## Поширення і екологія
Sphaerodactylus leucaster мешкають на півдні острова Гаїті, від долини Валле-де-Нейба до рівнини Льянос-де-Асуа і долини Сан-Хуан. Вони живуть в ксерофітних прибережних лісах, на висоті 370 м над рівнем моря. Відкладають яйця.